# Ols-et-Rinhodes
Ols-et-Rinhodes (okzitanisch Òls) ist eine französische Gemeinde mit 168 Einwohnern (Stand: 1. Januar 2022) im Département Aveyron in der Region Okzitanien (vor 2016 Midi-Pyrénées). Sie gehört zum Arrondissement Villefranche-de-Rouergue und zum Kanton Villeneuvois et Villefranchois. Die Einwohner werden Olsois und Olsoises genannt.

## Geografie
Ols-et-Rinhodes liegt etwa 57 Kilometer westnordwestlich von Rodez. Umgeben wird Ols-et-Rinhodes von den Nachbargemeinden Ambeyrac im Norden, Montsalès im Norden und Nordosten, Villeneuve im Osten und Südosten, Sainte-Croix im Südosten und Süden, La Capelle-Balaguier im Süden und Südwesten sowie Saujac im Westen.

## Bevölkerungsentwicklung
| Jahr                       | 1962 | 1968 | 1975 | 1982 | 1990 | 1999 | 2006 | 2019 |
| Einwohner                  | 117  | 115  | 122  | 128  | 137  | 120  | 140  | 178  |
| Quellen: Cassini und INSEE |      |      |      |      |      |      |      |      |

## Sehenswürdigkeiten

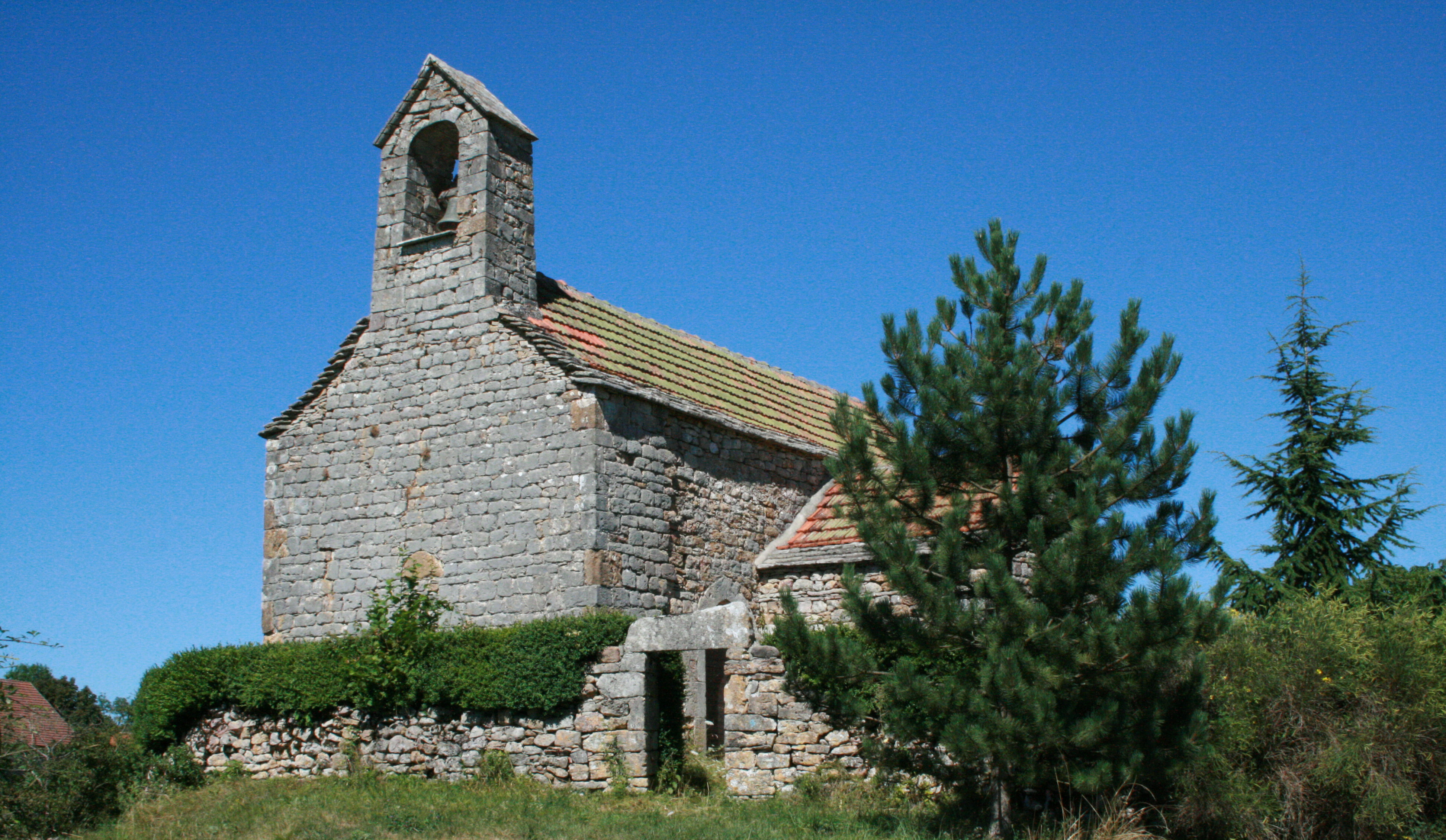
Kirche Saint-Didier

- Kirche Saint-Didier in Ols